# 14764 Kilauea
14764 Kilauea este o planetă minoră (asteroid) din centura de asteroizi. A fost descoperită pe 17 octombrie 1960 la Observatorul Palomar de Cornelis Johannes van Houten și a fost numită după Kīlauea. 
Obiectul prezintă o orbită caracterizată de o semiaxă mare de 1,9487383 UAi, o excentricitate de 0,08, o înclinație de 21,21987 ° în raport cu ecliptica.